# جيمس دوناشي
جيمس دوناشي (بالإنجليزية: James Donachie) (14 مايو 1993 في أستراليا - ) هو لاعب كرة قدم أسترالي في مركز الدفاع. شارك مع منتخب أستراليا تحت 20 سنة لكرة القدم ومنتخب أستراليا الوطني لكرة القدم تحت 23 سنة. أما مع النوادي، فقد لعب مع روتشيدال روفرز ونادي بريزبان رور.

## وصلات خارجية
- جيمس دوناشي على موقع دوري كوريا الجنوبية (الإنجليزية)
- جيمس دوناشي على موقع قاعدة بيانات كرة القدم.إي يو (الإنجليزية)
- جيمس دوناشي على موقع Soccerway.com (الإنجليزية)